# Arnoldo Foà
Arnoldo Foà (Ferrara, 24 de janeiro de 1916—Roma, 11 de janeiro de 2014) foi um ator italiano.

## Filmografia

### Cinema
- Un giorno nella vita (1946)
- Bellezze in bicicletta (1950)
- Il Brigante Musolino (1950)
- Il vedovo allegro (1950)
- Totò sceicco (1950)
- Love in a Hot Climate (1954)
- Toto and Carolina (1955)
- The Silent Enemy (1958)
- The Angel Wore Red (1960)
- Damon and Pythias (1962)
- War Gods of Babylon (1962)
- The Trial (1962)
- The Shoes of the Fisherman (1968)
- Il domestico (1974)
- The Devil is a Woman (1974)
- Cento giorni a Palermo (1984)